# Heterometrus laoticus
Heterometrus laoticus es una especie de escorpión que se encuentra en las áreas de turba de Laos, Tailandia y Camboya.
Pueden alcanzar longitudes de 12 cm (4,7 pulgadas). Son una especie comunal, pero se conocen casos de canibalismo y, si se capturan, pueden ser extremadamente violentos incluso con los de su propia especie.

## Letalidad
En lugar de ser una toxina letal, el veneno del escorpión gigante es paralizante. El veneno se destila en medicamentos contra varios tipos de microorganismos. Presenta buenos resultados en ensayos de difusión en disco para Bacillus subtilis, Klebsiella pneumoniae, Pseudomonas aeruginosa y Staphylococcus aureus, entre otros.

## Como comida
Este escorpión se cultiva para el consumo humano como alimento novedoso en Vietnam. También se utilizan para hacer vino de serpiente (vino de escorpión).